# Múscul hioglòs
El múscul hioglòs (musculus hyoglossus), és un dels músculs suprahioidals; és prim i en forma de quadrilàter.
Sorgeix d'un costat del cos i de la longitud total de la banya major de l'os hioide, i segueix cap amunt per entrar a un costat de la llengua, a prop del estiloglòs. S'insereix en l'extrem extern sobre la vora superior de l'os hioide i de la seva banya o asta major. Les fibres del hioglòs s'estenen cap amunt i cap a davant fins a fixar-se en la cara lateral de la llengua; queda recobert pel milohioidal. Les fibres que neixen del cos de l'os hioide se superposen a les que parteixen de la banya del hioide. Per l'interior del hioglòs, el trevessen la vena lingual i l'artèria lingual. Lateralment, entre el múscul hioglòs i el múscul milohioidal hi ha diverses estructures importants (de dalt a baix): la glàndula submandibular, el conducte submandibular, el nervi lingual i el nervi hipoglòs, de manera que el hioglòs separa l'artèria i vena lingual del nervi hipoglòs. Posteriorment, el nervi lingual està situat per sobre del conducte submandibular i una porció de la glàndula salival submaxil·lar sobresurt a l'espai entre l'hipoglòs i el múscul milohioidal.
L'acció del múscul hioglòs deprimeix i retreu la llengua, i permet que el dors de la llengua sigui més convex. La innervació del hioglòs va a càrrec de fibres motores del nervi hipoglòs (nervi cranial XII).

## Imatges

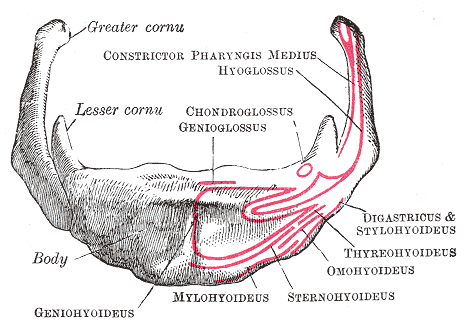
Os hioide. Cara anterior (ampliat).
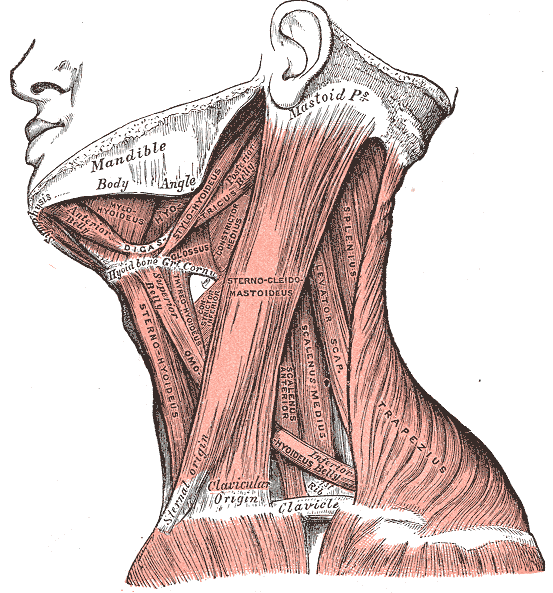
Els músculs del coll. Vista lateral.
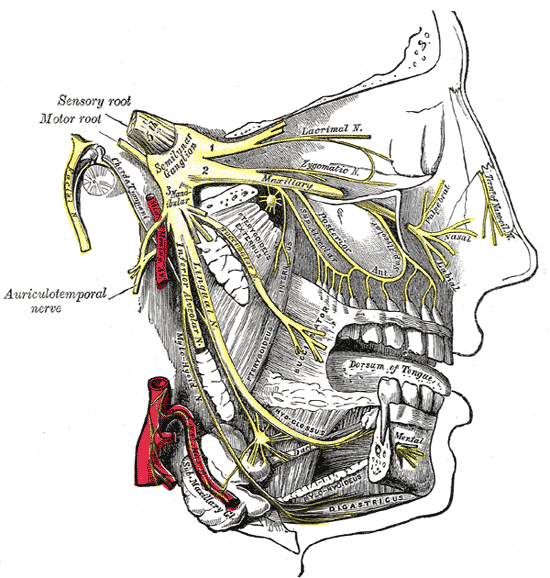
Distribució dels nervis maxil·lars i mandibulars, i el gangli submaxil·lar. .
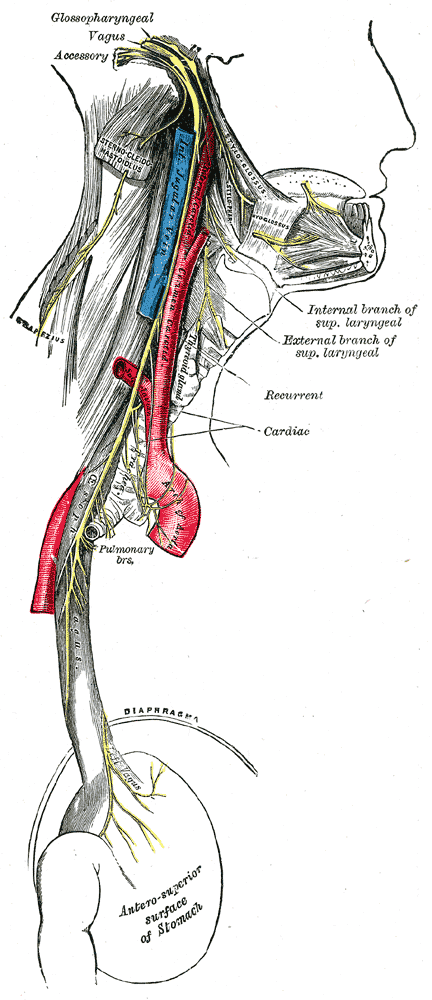
Curs i distribució del glossofaringi, vague i els nervis accessoris.
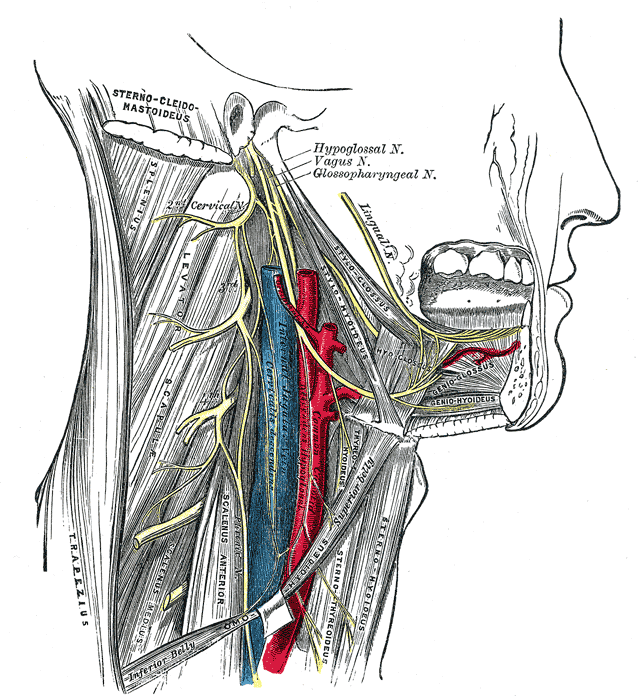
Nervi hipoglòs, plexe cervical i les seves branques.
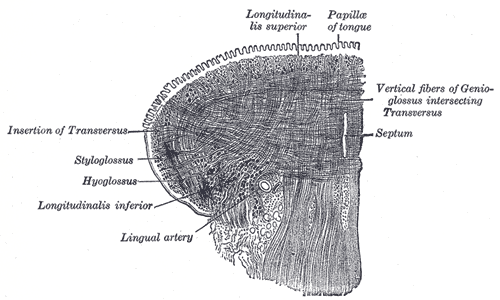
Secció coronal de la llengua, on es mostren els músculs intrínsecs.

| Imatges de disseccions |
| --- |
| - Múscul hioglòs - Múscul hioglòs - Múscul hioglòs - Múscul hioglòs - Múscul hioglòs - Múscul hioglòs - Múscul hioglòs - Múscul hioglòs - Múscul hioglòs - Múscul hioglòs - Múscul hioglòs - Múscul hioglòs - Els músculs, nervis i artèries del coll. Dissecció profunda. Vista anterior. |